# Pilea rojasiana
Pilea rojasiana är en nässelväxtart som beskrevs av Ellsworth Paine Killip. Pilea rojasiana ingår i släktet pileor, och familjen nässelväxter. Inga underarter finns listade i Catalogue of Life.